# Forensische informatica
Forensische informatica veelal aangeduid met 'IT Forensics' is een soort forensisch onderzoek dat zich richt op het vinden van juridisch bewijs in computers en digitale opslagmedia. 
Het doel van forensische informatica is het verklaren van de status van een digitaal voorwerp. Dit kan een compleet computersysteem zijn, een opslagmedium (zoals een harde schijf, cd-rom of USB-stick) een digitaal document (zoals een e-mailbericht of een JPG-afbeelding) of zelf een aantal pakketten in een netwerk. De verklaring kan bestaan uit de beantwoording van de simpele vraag "Welke informatie staat hierop?" maar ook de beantwoording van de moeilijkere vraag "Wat is de opeenvolging van handelen die heeft geleid tot de huidige samenhang van bits?".
Forensische IT-specialisten zijn te vinden bij de politie, zoals bij de Federal Computer Crime Unit in België en de Groep digitale recherche van het KLPD in Nederland, maar ook in de particuliere sector. Sinds 2008 is ook bij de Koninklijke Marechaussee een afdeling digitale recherche actief onder de afdeling forensische opsporing.